# Kościół św. Huberta w Rzeszowie
Kościół św. Huberta w Rzeszowie – rzymskokatolicki obiekt sakralny w Rzeszowie, pełniący funkcję kościoła parafialnego dla parafii św. Huberta w Rzeszowie.

## Historia
Kościół ten został wzniesiony w rekordowym czasie 140 dni i z tego względu jest ewenementem w skali diecezji. Kościół stanowi dar złożony Bogu z okazji Roku Wielkiego Jubileuszu 2000. Wmurowanie kamienia węgielnego połączonego z poświęceniem kościoła dokonał 15 września 2000 ówczesny ordynariusz rzeszowski, bp Kazimierz Górny, który to 30 maja 2009 roku dokonał konsekracji tejże świątyni.
Centralne miejsce głównego ołtarza zajmuje krzyż oraz krucyfiks z wieńcem św. Huberta, a także płaskorzeźby św. Franciszka i św. Huberta.